# Rhabon Valles
Le Rhabon Valles sono una struttura geologica della superficie di Marte.